# Štefan Bazala
Štefan Bazala (26. prosince 1884 Praznov – 1943 Bratislava) byl československý politik a meziválečný poslanec Národního shromáždění za Komunistickou stranu Československa.

## Biografie
Na župní (krajské) konferenci sociální demokracie v Trenčíně byl zvolen na sjezd sociálnědemokratické levice v Ľubochni. Za komunistickou politickou činnost a organizování stávek, byl ve 20. letech 20. století opakovaně trestán.
V parlamentních volbách v roce 1929 získal za Komunistickou stranu Československa poslanecké křeslo v Národním shromáždění. Mandát ale nabyl až dodatečně, v březnu 1932, jako náhradník poté, co byl poslanec Štefan Major zbaven mandátu. Ač předtím členem KSČ, po nástupu do funkce poslance nastoupil jako hospitant do poslaneckého klubu Československé strany národně socialistické.
Podle údajů k roku 1930 byl profesí rolníkem v Piešťanech. Zemřel za války při náletu na podnik Apollo v Bratislavě.